# Oblaten van de Heiligen Ambrosius en Carolus
De Oblaten van de Heiligen Ambrosius en Carolus  (Latijn: Congregatio Oblatorum Sanctorum Ambrosii et Caroli, OSC) vormen een congregatie van geestelijken en leken binnen de Rooms-Katholieke Kerk. De congregatie werd door de Milanese aartsbisschop Carolus Borromeus in 1578 opgericht met de bedoeling aldus een bijdrage te leveren aan de verzorging van diegenen die door de Milanese pestepidemie getroffen waren. De congregatie werd in eerste instantie genoemd naar de patroon van het aartsbisdom: Ambrosius. Kort daarop zou de ordestichter zelf opgenomen worden in de naam, op last van diens verwant Federico Borromeo, die eveneens aartsbisschop van Milaan was. Later was de congregatie dienstig in de missie en de armenzorg.